# Op safari (jeugdserie)
Op safari is een ludieke jeugdserie op de Belgische televisiezender vtmKzoom uit 2010, die werd geproduceerd door productiehuis Seamonster.

## Format
In elke aflevering bezoeken de eeuwige twistende copresentatoren Arne Vanhaecke en Joyce Beullens een diersoort in Safaripark Beekse Bergen en maken er, met hulp van een verzorger, op hun vrolijke manier beter kennis mee.

## Afleveringen
- De jachtluipaard
- De roofvogels
- De big five
- De chimpansee
- De giraffe
- De gorilla
- De voederkeuken